# 1158
| 1158               |
| ------------------ |
| Dødsfald - Fødsler |
|                    |

| Gregoriansk kalender | 1158 MCLVIII            |
| Ab urbe condita      | 1911                    |
| Armensk kalender     | 607 ԹՎ ՈԷ               |
| Kinesiske kalender   | 3854 – 3855 丁丑 – 戊寅 |
| Etiopisk kalender    | 1150 – 1151             |
| Jødisk kalender      | 4918 – 4919             |
| Hindukalendere       |                         |
| - Vikram Samvat      | 1213 – 1214             |
| - Shaka Samvat       | 1080 – 1081             |
| - Kali Yuga          | 4259 – 4260             |
| Iransk kalender      | 536 – 537               |
| Islamisk kalender    | 553 – 554               |

Konge i Danmark: Valdemar den Store enekonge fra 1157-1182
Se også 1158 (tal)

## Begivenheder
- Absalon bliver biskop i Roskilde
- Frederik Barbarossa drager med en stor hær over alperne, og erobrer Milano.
- Den tyske by München grundlægges.
- Folkeborgen Falsters Virke, benyttes under et overfald på øen foretaget af det vendiske folk fra Østersøens sydkyst.

## Dødsfald
- Otto af Freising – tysk biskop og krønikeskriver (født ca. 1114)